# Élections législatives de 2017 dans la Sarthe
Les élections législatives françaises de 2017 ont lieu les 11 et 18 juin 2017. Dans le département de la Sarthe, cinq députés sont à élire dans le cadre de cinq circonscriptions.

## Élus
| Circonscription                                 | Député sortant                                 | Parti | Parti | Député élu ou réélu       | Parti | Parti |
| ----------------------------------------------- | ---------------------------------------------- | ----- | ----- | ------------------------- | ----- | ----- |
| 1re                                             | Françoise Dubois                               |       | PS    | Damien Pichereau          |       | LREM  |
| 2e                                              | Marietta Karamanli                             |       | PS    | Marietta Karamanli        |       | PS    |
| 3e                                              | Guy-Michel Chauveau*                           |       | DVG   | Pascale Fontenel-Personne |       | LREM  |
| 4e                                              | Sylvie Tolmont* suppléante de Stéphane Le Foll |       | PS    | Stéphane Le Foll          |       | PS    |
| 5e                                              | Dominique Le Mèner*                            |       | LR    | Jean-Carles Grelier       |       | LR    |
| * député sortant ne se représentant pas en 2017 |                                                |       |       |                           |       |       |

## Rappel des résultats départementaux des élections de 2012
| Parti          | Parti                              | Premier tour | Premier tour | Second tour | Second tour | Sièges |
| Parti          | Parti                              | Voix         | %            | Voix        | %           | Sièges |
| -------------- | ---------------------------------- | ------------ | ------------ | ----------- | ----------- | ------ |
|                | Parti socialiste                   | 79 874       | 33,85        | 100 229     | 44,08       | 3      |
|                | Divers gauche dont MRC             | 14 537       | 6,16         | 25 641      | 11,28       | 1      |
|                | Europe Écologie Les Verts          | 13 398       | 5,68         |             |             | 0      |
|                | Majorité présidentielle            | 107 809      | 45,69        | 125 870     | 55,35       | 4      |
|                |                                    |              |              |             |             |        |
|                | Union pour un mouvement populaire  | 78 864       | 33,42        | 101 543     | 44,65       | 1      |
|                | Divers droite dont DLR et PCD      | 3 361        | 1,42         |             |             | 0      |
|                | Alliance centriste                 | 854          | 0,36         | 0           |             |        |
|                | Parti radical                      | 399          | 0,17         | 0           |             |        |
|                | Nouveau centre                     | 301          | 0,13         | 0           |             |        |
|                | Droite parlementaire               | 83 779       | 35,50        | 101 543     | 44,65       | 1      |
|                |                                    |              |              |             |             |        |
|                | Front national                     | 28 575       | 12,11        |             |             | 0      |
|                | Front de gauche                    | 10 782       | 4,57         | 0           |             |        |
|                | Extrême gauche dont LO, NPA et POI | 2 893        | 1,23         | 0           |             |        |
|                | Mouvement démocrate                | 1 542        | 0,65         | 0           |             |        |
|                | Extrême droite                     | 317          | 0,13         | 0           |             |        |
|                | Alliance écologiste indépendante   | 279          | 0,12         | 0           |             |        |
|                |                                    |              |              |             |             |        |
| Inscrits       | Inscrits                           | 407 146      | 100,00       | 407 112     | 100,00      | 5      |
| Abstentions    | Abstentions                        | 166 359      | 40,86        | 172 409     | 42,35       |        |
| Votants        | Votants                            | 240 787      | 59,14        | 234 703     | 57,65       |        |
| Blancs et nuls | Blancs et nuls                     | 4 811        | 2            | 7 290       | 3,11        |        |
| Exprimés       | Exprimés                           | 235 976      | 98           | 227 413     | 96,89       |        |

## Résultats

### Résultats à l'échelle du département
|                                            |                                      |                           |                           |                          |                          |
|                                            |                                      | Premier tour 11 juin 2017 | Premier tour 11 juin 2017 | Second tour 18 juin 2017 | Second tour 18 juin 2017 |
|                                            |                                      |                           |                           |                          |                          |
|                                            |                                      | Nombre                    | % des inscrits            | Nombre                   | % des inscrits           |
| Inscrits                                   | Inscrits                             | 405 588                   | 100,00                    | 405 569                  | 100,00                   |
| Abstentions                                | Abstentions                          | 203 153                   | 50,09                     | 235 664                  | 58,11                    |
| Votants                                    | Votants                              | 202 435                   | 49,91                     | 169 905                  | 41,89                    |
|                                            |                                      |                           | % des votants             |                          | % des votants            |
| Bulletins blancs                           | Bulletins blancs                     | 5 080                     | 2,51                      | 14 503                   | 8,54                     |
| Bulletins nuls                             | Bulletins nuls                       | 1 288                     | 0,64                      | 4 392                    | 2,58                     |
| Suffrages exprimés                         | Suffrages exprimés                   | 196 067                   | 96,85                     | 151 010                  | 88,88                    |
|                                            |                                      |                           |                           |                          |                          |
| Étiquette politique                        | Étiquette politique                  | Voix                      | % des exprimés            | Voix                     | % des exprimés           |
|                                            |                                      |                           |                           |                          |                          |
|                                            | La République en marche              | 48 338                    | 24,65                     | 57 593                   | 38,13                    |
|                                            | Les Républicains                     | 38 039                    | 19,40                     | 59 108                   | 39,13                    |
|                                            | Parti socialiste                     | 29 673                    | 15,13                     | 34 309                   | 22,72                    |
|                                            | Front national                       | 25 454                    | 12,98                     |                          |                          |
|                                            | La France insoumise                  | 23 423                    | 11,95                     |                          |                          |
|                                            | Écologiste                           | 8 361                     | 4,26                      |                          |                          |
|                                            | Union des démocrates et indépendants | 6 191                     | 3,16                      |                          |                          |
|                                            | Divers                               | 4 174                     | 2,14                      |                          |                          |
|                                            | Debout la France                     | 3 466                     | 1,77                      |                          |                          |
|                                            | Parti communiste français            | 2 208                     | 1,13                      |                          |                          |
|                                            | Divers droite                        | 2 161                     | 1,10                      |                          |                          |
|                                            | Extrême droite                       | 2 154                     | 1,10                      |                          |                          |
|                                            | Extrême gauche                       | 1 908                     | 0,97                      |                          |                          |
|                                            | Divers gauche                        | 517                       | 0,26                      |                          |                          |
| Source : Ministère de l'Intérieur - Sarthe |                                      |                           |                           |                          |                          |

### Résultats par circonscription

#### Première circonscription
Député sortant : Françoise Dubois (Parti socialiste).
|                                                                           |                                                                                |                           |                           |                          |                          |
|                                                                           |                                                                                | Premier tour 11 juin 2017 | Premier tour 11 juin 2017 | Second tour 18 juin 2017 | Second tour 18 juin 2017 |
|                                                                           |                                                                                |                           |                           |                          |                          |
|                                                                           |                                                                                | Nombre                    | % des inscrits            | Nombre                   | % des inscrits           |
| Inscrits                                                                  | Inscrits                                                                       | 71 777                    | 100,00                    | 71 771                   | 100,00                   |
| Abstentions                                                               | Abstentions                                                                    | 34 594                    | 48,20                     | 40 812                   | 56,86                    |
| Votants                                                                   | Votants                                                                        | 37 183                    | 51,80                     | 30 959                   | 43,14                    |
|                                                                           |                                                                                |                           | % des votants             |                          | % des votants            |
| Bulletins blancs                                                          | Bulletins blancs                                                               | 770                       | 2,07                      | 2 945                    | 9,51                     |
| Bulletins nuls                                                            | Bulletins nuls                                                                 | 145                       | 0,39                      | 662                      | 2,14                     |
| Suffrages exprimés                                                        | Suffrages exprimés                                                             | 36 268                    | 97,54                     | 27 352                   | 88,35                    |
|                                                                           |                                                                                |                           |                           |                          |                          |
| Candidat Étiquette politique (partis et alliances)                        | Candidat Étiquette politique (partis et alliances)                             | Voix                      | % des exprimés            | Voix                     | % des exprimés           |
|                                                                           |                                                                                |                           |                           |                          |                          |
|                                                                           | Damien Pichereau La République en marche                                       | 11 264                    | 31,06                     | 13 704                   | 50,10                    |
|                                                                           | Christelle Morançais Les Républicains (Union des démocrates et indépendants)   | 9 031                     | 24,90                     | 13 648                   | 49,90                    |
|                                                                           | Françoise Dubois (députée sortante) Parti socialiste (Parti radical de gauche) | 4 238                     | 11,69                     |                          |                          |
|                                                                           | Loïc Morisot La France insoumise                                               | 4 175                     | 11,51                     |                          |                          |
|                                                                           | Marie Genevrey Front national                                                  | 3 725                     | 10,27                     |                          |                          |
|                                                                           | Isabelle Sévère Europe Écologie Les Verts                                      | 1 663                     | 4,59                      |                          |                          |
|                                                                           | Philippe Cordier Debout la France                                              | 502                       | 1,38                      |                          |                          |
|                                                                           | Catherine Gouhier Divers gauche (Nouvelle Donne)                               | 341                       | 0,94                      |                          |                          |
|                                                                           | Ghislaine Charronneau Divers (#MaVoix)                                         | 296                       | 0,82                      |                          |                          |
|                                                                           | Fabienne de La Chapelle Extrême droite (Souveraineté, identité et libertés)    | 281                       | 0,77                      |                          |                          |
|                                                                           | Sylvie Maillet Lutte ouvrière                                                  | 273                       | 0,75                      |                          |                          |
|                                                                           | Louis Noguès Extrême droite (Parti de la France)                               | 271                       | 0,75                      |                          |                          |
|                                                                           | Jean-François Gazengel Divers (Union populaire républicaine)                   | 177                       | 0,49                      |                          |                          |
|                                                                           | John Jacques Marshall Divers droite (577 - Les Indépendants)                   | 31                        | 0,09                      |                          |                          |
| Source : Ministère de l'Intérieur - Première circonscription de la Sarthe |                                                                                |                           |                           |                          |                          |

#### Deuxième circonscription
Député sortant : Marietta Karamanli (Parti socialiste).
|                                                                           |                                                                           |                           |                           |                          |                          |
|                                                                           |                                                                           | Premier tour 11 juin 2017 | Premier tour 11 juin 2017 | Second tour 18 juin 2017 | Second tour 18 juin 2017 |
|                                                                           |                                                                           |                           |                           |                          |                          |
|                                                                           |                                                                           | Nombre                    | % des inscrits            | Nombre                   | % des inscrits           |
| Inscrits                                                                  | Inscrits                                                                  | 82 004                    | 100,00                    | 81 984                   | 100,00                   |
| Abstentions                                                               | Abstentions                                                               | 42 059                    | 51,29                     | 49 063                   | 59,84                    |
| Votants                                                                   | Votants                                                                   | 39 945                    | 48,71                     | 32 921                   | 40,16                    |
|                                                                           |                                                                           |                           | % des votants             |                          | % des votants            |
| Bulletins blancs                                                          | Bulletins blancs                                                          | 968                       | 2,42                      | 2 779                    | 8,44                     |
| Bulletins nuls                                                            | Bulletins nuls                                                            | 155                       | 0,39                      | 742                      | 2,25                     |
| Suffrages exprimés                                                        | Suffrages exprimés                                                        | 38 822                    | 97,19                     | 29 400                   | 89,30                    |
|                                                                           |                                                                           |                           |                           |                          |                          |
| Candidat Étiquette politique (partis et alliances)                        | Candidat Étiquette politique (partis et alliances)                        | Voix                      | % des exprimés            | Voix                     | % des exprimés           |
|                                                                           |                                                                           |                           |                           |                          |                          |
|                                                                           | Aurélie Perot La République en marche                                     | 10 021                    | 25,81                     | 11 208                   | 38,12                    |
|                                                                           | Marietta Karamanli (députée sortante) Parti socialiste                    | 9 355                     | 24,10                     | 18 192                   | 61,88                    |
|                                                                           | Samuel Chevallier Union des démocrates et indépendants (Les Républicains) | 6 191                     | 15,95                     |                          |                          |
|                                                                           | Pascal Nicot Front national                                               | 5 086                     | 13,10                     |                          |                          |
|                                                                           | Matthias Tavel La France insoumise                                        | 4 735                     | 12,20                     |                          |                          |
|                                                                           | Élisabeth Sesma Europe Écologie Les Verts                                 | 1 164                     | 3,00                      |                          |                          |
|                                                                           | Éric Trochon Debout la France                                             | 752                       | 1,94                      |                          |                          |
|                                                                           | Saïda Safir Parti communiste français                                     | 602                       | 1,55                      |                          |                          |
|                                                                           | Yves Cheère Lutte ouvrière                                                | 365                       | 0,94                      |                          |                          |
|                                                                           | Céline Ricci Divers (Union populaire républicaine)                        | 280                       | 0,72                      |                          |                          |
|                                                                           | Mohamed Bentahar Divers gauche (Nouvelle Donne)                           | 176                       | 0,45                      |                          |                          |
|                                                                           | Vincent Picavez Extrême gauche (Communistes)                              | 95                        | 0,24                      |                          |                          |
| Source : Ministère de l'Intérieur - Deuxième circonscription de la Sarthe |                                                                           |                           |                           |                          |                          |

#### Troisième circonscription
Député sortant : Guy-Michel Chauveau (Divers gauche).
|                                                                            |                                                                                 |                           |                           |                          |                          |
|                                                                            |                                                                                 | Premier tour 11 juin 2017 | Premier tour 11 juin 2017 | Second tour 18 juin 2017 | Second tour 18 juin 2017 |
|                                                                            |                                                                                 |                           |                           |                          |                          |
|                                                                            |                                                                                 | Nombre                    | % des inscrits            | Nombre                   | % des inscrits           |
| Inscrits                                                                   | Inscrits                                                                        | 85 235                    | 100,00                    | 85 250                   | 100,00                   |
| Abstentions                                                                | Abstentions                                                                     | 42 137                    | 49,44                     | 49 567                   | 58,14                    |
| Votants                                                                    | Votants                                                                         | 43 098                    | 50,56                     | 35 683                   | 41,86                    |
|                                                                            |                                                                                 |                           | % des votants             |                          | % des votants            |
| Bulletins blancs                                                           | Bulletins blancs                                                                | 951                       | 2,21                      | 3 179                    | 8,91                     |
| Bulletins nuls                                                             | Bulletins nuls                                                                  | 376                       | 0,87                      | 1 344                    | 3,77                     |
| Suffrages exprimés                                                         | Suffrages exprimés                                                              | 41 771                    | 96,92                     | 31 160                   | 87,32                    |
|                                                                            |                                                                                 |                           |                           |                          |                          |
| Candidat Étiquette politique (partis et alliances)                         | Candidat Étiquette politique (partis et alliances)                              | Voix                      | % des exprimés            | Voix                     | % des exprimés           |
|                                                                            |                                                                                 |                           |                           |                          |                          |
|                                                                            | Pascale Fontenel-Personne La République en marche                               | 13 408                    | 32,10                     | 16 730                   | 53,69                    |
|                                                                            | Béatrice Pavy-Morançais Les Républicains (Union des démocrates et indépendants) | 9 272                     | 22,20                     | 14 430                   | 46,31                    |
|                                                                            | Pascal Gannat Front national                                                    | 6 483                     | 15,52                     |                          |                          |
|                                                                            | Barbara Fossaert La France insoumise                                            | 5 347                     | 12,80                     |                          |                          |
|                                                                            | Nicolas Chauvin Parti socialiste (Parti radical de gauche)                      | 3 566                     | 8,54                      |                          |                          |
|                                                                            | Dominique Trichet-Allaire Europe Écologie Les Verts                             | 1 245                     | 2,98                      |                          |                          |
|                                                                            | David Bonnetier Debout la France                                                | 609                       | 1,46                      |                          |                          |
|                                                                            | Thomas Hubert Lutte ouvrière                                                    | 449                       | 1,07                      |                          |                          |
|                                                                            | Jean-Claude Barlemont Extrême droite (Parti de la France)                       | 427                       | 1,02                      |                          |                          |
|                                                                            | Nordine Vallas Divers (Parti pirate)                                            | 384                       | 0,92                      |                          |                          |
|                                                                            | Gérard Confino Écologiste (Alliance écologiste indépendante)                    | 338                       | 0,81                      |                          |                          |
|                                                                            | Natacha Fernandez-Tonnel Divers (Union populaire républicaine)                  | 243                       | 0,58                      |                          |                          |
| Source : Ministère de l'Intérieur - Troisième circonscription de la Sarthe |                                                                                 |                           |                           |                          |                          |

#### Quatrième circonscription
Député sortant : Sylvie Tolmont (Parti socialiste).
|                                                                            |                                                                         |                           |                           |                          |                          |
|                                                                            |                                                                         | Premier tour 11 juin 2017 | Premier tour 11 juin 2017 | Second tour 18 juin 2017 | Second tour 18 juin 2017 |
|                                                                            |                                                                         |                           |                           |                          |                          |
|                                                                            |                                                                         | Nombre                    | % des inscrits            | Nombre                   | % des inscrits           |
| Inscrits                                                                   | Inscrits                                                                | 79 634                    | 100,00                    | 79 626                   | 100,00                   |
| Abstentions                                                                | Abstentions                                                             | 41 835                    | 52,53                     | 47 467                   | 59,61                    |
| Votants                                                                    | Votants                                                                 | 37 799                    | 47,47                     | 32 159                   | 40,39                    |
|                                                                            |                                                                         |                           | % des votants             |                          | % des votants            |
| Bulletins blancs                                                           | Bulletins blancs                                                        | 1 317                     | 3,48                      | 2 082                    | 6,47                     |
| Bulletins nuls                                                             | Bulletins nuls                                                          | 345                       | 0,91                      | 725                      | 2,25                     |
| Suffrages exprimés                                                         | Suffrages exprimés                                                      | 36 137                    | 95,60                     | 29 352                   | 91,27                    |
|                                                                            |                                                                         |                           |                           |                          |                          |
| Candidat Étiquette politique (partis et alliances)                         | Candidat Étiquette politique (partis et alliances)                      | Voix                      | % des exprimés            | Voix                     | % des exprimés           |
|                                                                            |                                                                         |                           |                           |                          |                          |
|                                                                            | Stéphane Le Foll Parti socialiste                                       | 10 954                    | 30,31                     | 16 117                   | 54,91                    |
|                                                                            | Emmanuel Franco Les Républicains (Union des démocrates et indépendants) | 8 005                     | 22,15                     | 13 235                   | 45,09                    |
|                                                                            | Catherine Trahtenbroit Front national                                   | 4 682                     | 12,96                     |                          |                          |
|                                                                            | Pascale Fromentière La France insoumise                                 | 4 127                     | 11,42                     |                          |                          |
|                                                                            | Alexis Braud Europe Écologie Les Verts                                  | 1 844                     | 5,10                      |                          |                          |
|                                                                            | Emmanuel d'Aillières Divers droite (577-Les Indépendants)               | 1 820                     | 5,04                      |                          |                          |
|                                                                            | Didier Barbet Divers                                                    | 1 506                     | 4,17                      |                          |                          |
|                                                                            | Youssef Ben Amar Parti communiste français                              | 989                       | 2,74                      |                          |                          |
|                                                                            | Isabelle Camarroque Debout la France                                    | 614                       | 1,70                      |                          |                          |
|                                                                            | Hélène Rochefort Extrême droite (Souveraineté, identité et libertés)    | 401                       | 1,11                      |                          |                          |
|                                                                            | Thierry Nouchy Lutte ouvrière                                           | 340                       | 0,94                      |                          |                          |
|                                                                            | Nicolas Bessau Divers (Parti pirate)                                    | 293                       | 0,81                      |                          |                          |
|                                                                            | Éric Lemesre Divers (Union populaire républicaine)                      | 252                       | 0,70                      |                          |                          |
|                                                                            | Claudine Furet Paquin Divers droite                                     | 207                       | 0,57                      |                          |                          |
|                                                                            | Jean Posson Divers droite                                               | 103                       | 0,29                      |                          |                          |
| Source : Ministère de l'Intérieur - Quatrième circonscription de la Sarthe |                                                                         |                           |                           |                          |                          |

#### Cinquième circonscription
Député sortant : Dominique Le Mèner (Les Républicains).
|                                                                            |                                                                             |                           |                           |                          |                          |
|                                                                            |                                                                             | Premier tour 11 juin 2017 | Premier tour 11 juin 2017 | Second tour 18 juin 2017 | Second tour 18 juin 2017 |
|                                                                            |                                                                             |                           |                           |                          |                          |
|                                                                            |                                                                             | Nombre                    | % des inscrits            | Nombre                   | % des inscrits           |
| Inscrits                                                                   | Inscrits                                                                    | 86 938                    | 100,00                    | 86 938                   | 100,00                   |
| Abstentions                                                                | Abstentions                                                                 | 42 528                    | 48,92                     | 48 755                   | 56,08                    |
| Votants                                                                    | Votants                                                                     | 44 410                    | 51,08                     | 38 183                   | 43,92                    |
|                                                                            |                                                                             |                           | % des votants             |                          | % des votants            |
| Bulletins blancs                                                           | Bulletins blancs                                                            | 1 074                     | 2,42                      | 3 518                    | 9,21                     |
| Bulletins nuls                                                             | Bulletins nuls                                                              | 267                       | 0,60                      | 919                      | 2,41                     |
| Suffrages exprimés                                                         | Suffrages exprimés                                                          | 43 069                    | 96,98                     | 33 746                   | 88,38                    |
|                                                                            |                                                                             |                           |                           |                          |                          |
| Candidat Étiquette politique (partis et alliances)                         | Candidat Étiquette politique (partis et alliances)                          | Voix                      | % des exprimés            | Voix                     | % des exprimés           |
|                                                                            |                                                                             |                           |                           |                          |                          |
|                                                                            | Willy Colin La République en marche                                         | 13 645                    | 31,68                     | 15 951                   | 47,27                    |
|                                                                            | Jean-Carles Grelier Les Républicains (Union des démocrates et indépendants) | 11 731                    | 27,24                     | 17 795                   | 52,73                    |
|                                                                            | Éric de Vilmarest Front national                                            | 5 478                     | 12,72                     |                          |                          |
|                                                                            | Luc-Marie Faburel La France insoumise                                       | 5 039                     | 11,70                     |                          |                          |
|                                                                            | Sophie Bringuy Europe Écologie Les Verts                                    | 2 107                     | 4,89                      |                          |                          |
|                                                                            | Samuel Cadeau Parti socialiste                                              | 1 560                     | 3,62                      |                          |                          |
|                                                                            | Cécile Bayle de Jessé Debout la France                                      | 989                       | 2,30                      |                          |                          |
|                                                                            | Vincent Petit Parti communiste français                                     | 617                       | 1,43                      |                          |                          |
|                                                                            | Arnaud Rolland Divers (Parti animaliste)                                    | 494                       | 1,15                      |                          |                          |
|                                                                            | Aurélie Arsenio Extrême droite (Parti de la France)                         | 396                       | 0,92                      |                          |                          |
|                                                                            | Karine Fouquet Lutte ouvrière                                               | 386                       | 0,90                      |                          |                          |
|                                                                            | Brigitte Dupin Extrême droite (Souveraineté, identité et libertés)          | 378                       | 0,88                      |                          |                          |
|                                                                            | Antoine Hervieu Divers (Union populaire républicaine)                       | 249                       | 0,58                      |                          |                          |
| Source : Ministère de l'Intérieur - Cinquième circonscription de la Sarthe |                                                                             |                           |                           |                          |                          |